# عبدالسلام سو
عبدالسلام سو (انگلیسی: Abdoul Salam Sow؛ زادهٔ ۱۳ اوت ۱۹۷۰) بازیکن فوتبال اهل گینه بود.
از باشگاه‌هایی که در آن بازی کرده است می‌توان به باشگاه ورزشی الغرافه، باشگاه فوتبال چونام دراگونز، باشگاه فوتبال کورتریک، باشگاه فوتبال آنکاراگوچو، باشگاه فوتبال بلننسس، باشگاه ورزشی القطر، و باشگاه فوتبال هافیا اشاره کرد.
وی همچنین در تیم ملی فوتبال گینه بازی کرده است.